# Costa de la Luz

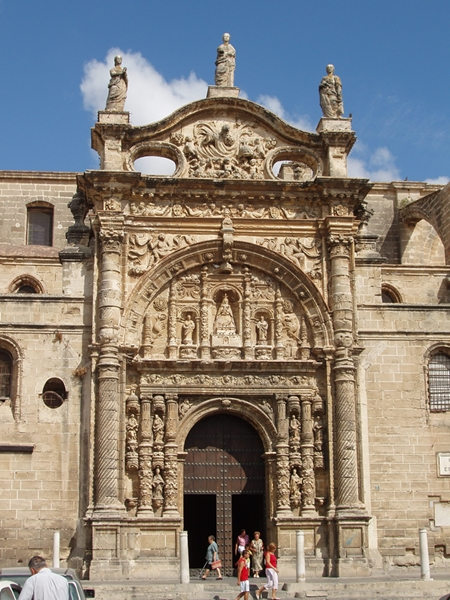
Chiesa Prioral, El Puerto de Santa María

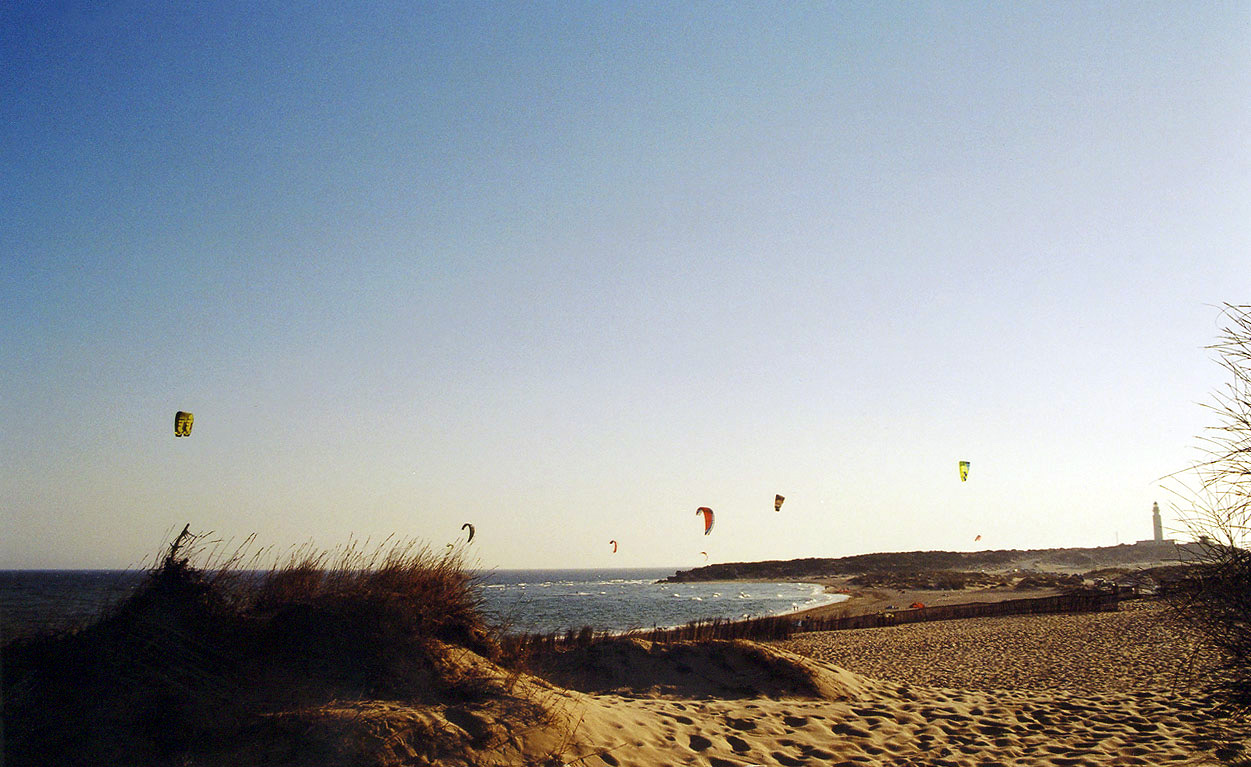
Cabo Trafalgar: Kitesurfing

La Costa de la Luz è una regione turistica costiera spagnola (Andalusia) sull'Oceano Atlantico, tra la foce del fiume Guadiana, al confine portoghese, e la punta di Tarifa.

## Città (da ovest a est)
- Ayamonte
- Cartaya
- Lepe
- Huelva
- Niebla
- Sanlúcar de Barrameda
- Chipiona
- Rota
- El Puerto de Santa María
- Cadice
- San Fernando
- Chiclana de la Frontera
- Conil de la Frontera
- Vejer de la Frontera
- Barbate
- Tarifa